# La Lònda
La Lònda dei Mauras (nom occità) (en francès La Londe-les-Maures) és un municipi francès situat al departament del Var i a la regió de Provença – Alps – Costa Blava. L'any 1999 tenia 8.749 habitants.

## Demografia
| 1962                                       | 1968  | 1975  | 1982  | 1990  | 1999  | 2007   |
| ------------------------------------------ | ----- | ----- | ----- | ----- | ----- | ------ |
| 3.314                                      | 3.956 | 3.937 | 5.185 | 7.151 | 8.749 | 10.043 |
| Des de 1962: població sense dobles comptes |       |       |       |       |       |        |

## Administració
| Període | Identitat          | Partit |
| ------- | ------------------ | ------ |
| 2008-   | François de Canson |        |